# Abdij Tre Fontane
De Abdij Tre Fontane (Latijn: Abbatia trium fontium ad Aquas Salvias; Italiaans: Abbazia delle Tre Fontane) is een trappistenabdij, gelegen in Rome, ten zuiden van het stadscentrum. 
De abdij is gekend omwille van de lammeren waarvan de wol gebruikt wordt om het pallium te weven van nieuw aangestelde metropolieten. De paus zegent de lammetjes op 21 januari, de feestdag van de Heilige Agnes en overhandigt de gezegende pallia aan de nieuwe dragers op 29 juni, het Hoogfeest van de Heilige Petrus en Paulus.
Sinds 11 mei 2015 is de abdij ook gekend als brouwerij van het Tre Fontane trappistenbier. Die datum werd het label van Authentic Trappist Product (ATP) door de Internationale Vereniging Trappist aan de Tre Fontane van de abdij gegeven, een tripel trappistenbier met een alcoholpercentage van 8,5%. Het is zo het elfde officiële trappistenbier ter wereld en het eerste Italiaanse bier dat die eer te beurt valt.
De abdij van Tre Fontane produceert behalve bier ook olijfolie, honing, chocolade en likeur.

## Kerken
Op het domein van de abdij zijn drie kerken aanwezig. 

### Chiesa (della decapitazione) di San Paolo alle Tre Fontane
San Paolo alle Tre Fontane is een kerk ter verering van de apostel Paulus, volgens de legende gebouwd op de site waar Paulus in opdracht van keizer Nero onthoofd werd en aldus martelaar werd. Zijn hoofd botste volgens de overlevering na de decapitatie drie maal op de aarde, alwaar telkens een nieuwe bron ontstond. Deze drie bronnen zijn nog in het domein te bezichtigen. Sinds 2010 is deze kerk de titeldiaconie van kardinaal-diaken Mauro Piacenza. De huidige kerk werd gebouwd in 1599 naar een ontwerp van de Italiaanse architect Giacomo della Porta in opdracht van kardinaal Pietro Aldobrandini.

### Chiesa di Santa Maria Scala Coeli
Deze kerk, ter verering van de Heilige Maria, zou gebouwd zijn op de plaats van de gevangenis waar de apostel Paulus in afwachting van zijn berechting werd opgesloten. Ook deze kerk, gebouwd van 1582 tot 1584 werd ontworpen door Giacomo della Porta. De kerk werd in november 2002 door paus Johannes-Paulus II officieel naar aanleiding van een bezoek van de patriarch van de Roemeens-orthodoxe Kerk Teoctist Arăpașu aan Rome, ter beschikking gesteld van de Romeinse aanhangers van de Roemeens-orthodoxe Kerk.

### Chiesa abbaziale dei Santi Anastasio e Vincenzo
De derde kerk op het abdijdomein is de abdijkerk, ter verering van de Heilige Anastasio il Persiano en de Heilige Vincentius. De huidige kerk is 12e-eeuws. Op die site bevond zich reeds een kerk, gebouwd in opdracht van paus Honorius I in 626 en ter beschikking gesteld toen van de Benedictijnen.

## Geschiedenis
De Benedictijnerabdij bij de Anastasiokerk werd sterk gesteund door Karel de Grote en kon onder meer rekenen op de pachtopbrengsten van het Isola del Giglio, Orbetello en 11 omliggende dorpen, over welk gebied de abdij actief was als territoriale abdij en de abt heerste als abbatia nullius.
In de 10e eeuw werd de abdij ter beschikking gesteld van de orde van Cluny. Paus Innocentius II ontnam deze orde evenwel de abdij in 1140 en stelde ze ter beschikking van Bernardus van Clairvaux die aan cisterciënzers van de abdij van Clairvaux het beheer van de abdij overgaf, en meer specifiek aan zijn vriend, abt Bernardo Pignatelli, de abt die vijf jaar later gekozen werd als paus Eugenius III.